# 泉優二
泉 優二（いずみ ゆうじ、1946年2月5日 - 2013年1月6日）は、東京都出身の文筆家、映像作家。本名・鈴木孝志
。

## 経歴
映画監督を志し、山本薩夫のもとで働く。その後、大映に入社する。1971年にフリーとなり、テレビやラジオの脚本を書きながら、ラジオ番組『ハローヤマハ2＆4』（TBSラジオ）「東芝マイマイカンパニー」（市川光興ディレクター）のパーソナリティーを担当した。この頃からサッカーの魅力に取り付かれる。
1976年、東京都大田区初の少年サッカークラブを設立し、監督に就任する。のちにこの活動を記録した著作物『サッカー大好き!』（1994年）の文章が「中学2年道徳」の副読本に掲載された。この事例は文豪以外の文筆家の著作物が教科書等の教材に採用される切っ掛けとなった。
1977年に活動拠点をヨーロッパ（オランダ）にも構え、ヨーロッパと日本を往き来しながら活動を続ける。1978年に1977年ロードレース世界選手権（WGP）350ccクラス世界チャンピオン片山敬済を取材したドキュメンタリー番組を制作し、『木曜スペシャル』（日本テレビ）で放送される。泉はこの番組により日本のテレビで初めてWGPを紹介し、スポーツ新聞にWGPというオートバイレースの世界選手権があることを伝えた。当時の日本では一般の人でWGPを知る人が極少数に限られていたので、泉は広報活動に奔走した。1980年に映画『汚れた英雄』のヨーロッパの場面の撮影および監督を担当し、マン島TTレースとWGPフランスGPを取材する。1984年にはドキュメンタリー映画『蘇えるヒーロー、片山敬済』（日本ヘラルド）を監督。また、映画『ウィンディー』（東宝東和）の原作を執筆し、文筆家として活動を始める。
1985年にヨーロッパの活動拠点をフランスのニースに移す。1988年から1990年までの3シーズン、WGP125ccクラスにフル参戦した「チーム竹島」の監督としてチームをマネージメントした。1992年にヨーロッパでの活動を終了、その後は日本のスポーツ新聞でコラムを担当し、サッカーの取材を開始する。1993年から定期的にサッカー関連雑誌に寄稿。

## 略歴
- 1946年 - 東京都で出生[3]。
- 1971年 - 大映を退社しフリーとなり、テレビおよびラジオの脚本を執筆。ラジオ番組の司会を担当[3]。
- 1976年 - 東京都大田区初の少年サッカークラブを設立し、監督に就任[3]。
- 1977年 - ヨーロッパ（オランダ）に拠点を構え、映画撮影およびジャーナリストとして活動[3]。
- 1978年 - テレビ番組『木曜スペシャル』（日本テレビ）で、片山敬済のドキュメンタリー番組を制作[1]。
- 1980年 - 映画『汚れた英雄』のヨーロッパ撮影ディレクターとしてマン島TTレースとWGPフランスGPを取材[1]。
- 1984年 - ドキュメンタリー映画『蘇えるヒーロー、片山敬済』の監督。映画『ウィンディー』の原作を執筆し[5]、文筆家として活動を開始[1]。
- 1985年 - ヨーロッパでの拠点をフランスのニースに移す[3]。
- 1988年—1990年 - ロードレース世界選手権にチーム竹島の監督して参戦[1]。
- 1992年 - ヨーロッパでの活動を終了し、日本に帰国。スポーツ新聞でコラムを担当し、サッカーの取材を開始し[3]、サッカー日本代表、アメリカワールドカップ最終予選を取材、ドーハで「ドーハの悲劇」を取材[3]。
- 1998年 - フランスワールドカップ取材。オーストラリア合宿取材。
- 2000年 - アジアカップ・レバノンを現地取材、イスラエルとの紛争国境なども取材。
- 2002年 - 日韓ワールドカップ取材、NHKBS国際放送で開幕から決勝まで解説。
- 2006年 - ドイツワールドカップ、NHK国際短波放送で解説。
- 2009年 - 「大田区でJリーグチームを造る会」に参加、Jリーグを目指すチーム「ボランドル大田」の初代監督に就任。
- 2010年 - 「ボランドル大田」東京都社会人リーグ4部3ブロックで優勝、2011年度3部昇格、「ボランドル大田」の監督を健康上の理由で退任。
- 2012年 - 10月29日に東京労災病院へ入院、3週間後、抗基底膜抗体型急速進行性糸球体腎炎と判明、その後グッドパスチャー症候群になりカリニ肺炎併発。
- 2013年 - 1月6日午後5時死去、66歳没。

## 主な映像作品
テレビ
- 片山敬済のドキュメンタリー番組『木曜スペシャル』（日本テレビ）、1978年（昭和53年）[3]

映画
- 監督作品『蘇えるヒーロー、片山敬済』日本ヘラルド - 1984年（昭和59年）8月25日 公開[6]
- 原作作品『ウィンディー』東宝東和 - 1984年（昭和59年）4月28日 公開[1][5]

## 著書

### 単著
- 『ウィンディー』角川書店〈カドカワノベルズ〉、1984年。　のち文庫
- 『チャンピオン・ライダー』カドカワノベルズ　1985　のち文庫
- 『明日にグッバイ』講談社・新書ノベルス 1986
- 『ウィンディー 2』角川書店〈角川文庫〉、1986年。ISBN 978-4041669020。
- 『さよならと言ってくれ』カドカワノベルズ　1986　のち文庫
- 『マン島に死す』講談社・新書ノベルス　1986　のち角川文庫
- 『俺とおまえのグランプリ』講談社X文庫　1987
- 『ライド・オン 明日にグッバイ』角川文庫　1987
- 『サンセットビーチ』角川文庫　1988
- 『スリップストリーム』角川書店〈角川文庫〉、1988年。ISBN 978-4041669082。
- 『グランプリ・サーカス』筑摩書房　1989　のち文庫
- 『ハングオフ 俺とおまえのグランプリ』カドカワノベルズ　1989
- 『ベルファースト・夏』三推社　1989
- 『ライダーの気楽な孤独』角川文庫　1989
- 『Good Friends』角川書店〈角川文庫〉、1990年。ISBN 978-4041669112。
- 『僕らはドリーム・ビリーバー』河出書房新社　1990
- 『クリッピングポイント』角川文庫　1991
- 『ブラインドコーナー』角川文庫　1991
- 『ハイサイド』角川文庫　1992
- 『優しい男たち』角川書店〈角川文庫〉、1992年。ISBN 978-4041669150。
- 『オフサイド・トラップ1 青春キックオフ篇』三推社、1993年。ISBN 978-4062067447。
- 『オフサイド・トラップ2 めざせ!ワールドカップ篇』三推社、1993年。ISBN 978-4062067454。
- 『グランプリ・ライダー』筑摩書房〈ちくま文庫〉、1993年。ISBN 978-4480027788。
- 『サッカー大好き!』岩波書店〈岩波ジュニア新書〉、1994年。ISBN 978-4005002450。
- 『少年サッカーからW杯まで - 目からウロコのサッカー論』文藝春秋〈文春新書〉、2002年。ISBN 978-4166602445。

### 共著
- 『片山敬済の戦い - オランダGPの16ラップ』CBS・ソニー出版、1984年。
- 『オーバードライヴ - ツール・ド・フランスへの道』講談社〈KCノベルス（安田剛士原作）〉、2007年。ISBN 978-4063733037。
- 『オーバードライヴ ノベルス 2 (シャンゼリゼを!ツールをめざせ!!)』安田剛士原作　講談社　KC novels 2008